# Nacido libre
"Nacido libre" es un término asociado con el agitador político John Lilburne (1614-1657), miembro de los Levellers, un partido político inglés del siglo XVII. Como palabra, "Freeborn"  significa nacido libre, en lugar de en esclavitud o servidumbre por deudas o vasallaje. Lilburne abogó por los derechos humanos básicos que denominó "derechos de los nacidos libres", que definió como  derechos con los que nace todo ser humano, a diferencia de los derechos otorgados por el gobierno o por la ley humana. El concepto de derechos de los nacidos libres de John Lilburne, y los escritos de Richard Overton otro nivelador, pueden haber influido en el concepto de derechos inalienables, (Vida, Libertad y la búsqueda de la Felicidad.) mencionado en la Declaración de Independencia de los Estados Unidos.
Otros historiadores, según Edward Ashbee, consideran que no fue la tradición de los "ingleses nacidos libres", como propugnaron Lilburne, Overton, John Milton y John Locke, que fue la mayor influencia en el concepto. de derechos inalienables en la Declaración de Independencia de los Estados Unidos, sino más bien "un intento de recrear el "republicanismo cívico" establecido en la Grecia y Roma clásicas.